# 사라트 찬드라 다스

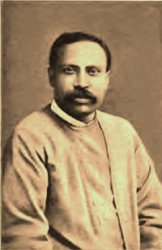
사라트 찬드라 다스

사라트 찬드라 다스(영어: Sarat Chandra Das, 벵골어: শরৎচন্দ্র দাস, 1849년 ~ 1917년)는 인도의 티베트학자이다. 특히 티베트어 및 티베트 문화에 대한 정통한 연구와 저서로 잘 알려져있다.

## 생애
동벵골의 치타공 출신이며, 당시 캘커타 대학교의 일부였던 프레지던시 대학교에서 수업을 받았다. 이후 1874년 다르질링에 있는 부티아 기숙학교의 교장으로 취임했으며, 1878년 학교의 티베트어 교사였던 라마 우겐 지아초가 타쉬룬포 사원의 승원(僧院)에서 교육을 받을 수 있는 허가증을 마련해주었다. 그 뒤 1879년 우겐 지아초와 함께 다르질링에서 티베트로 여행을 떠났으며, 티베트에서 약 6개월 정도 체류하면서 연구 자료로 사용할 목적으로 티베트어 및 산스크리트어 문서를 다르질링으로 이송하였다. 이후 1880년부터 다르질링에서 가져온 정보를 분석하는 작업을 시작했으며, 1881년 우겐 지아초와 함께 다시 티베트로 떠나 얄룽 협곡 등을 탐사한 이후 1883년 인도로 복귀하였다.
이후 영국의 스파이로 활동하며 1884년 티베트 및 러시아, 중국에 대한 정보를 입수할 목적으로 콜먼 매콜리의 티베트 탐험대에 동행했으며, 귀국한 뒤 티베트를 여행한 목적을 폭로해 친분을 쌓았던 많은 티베트인들이 처벌을 받게 되었다. 그 뒤 생애를 마칠 때까지 다르질링에서 거주했으며, 본인의 집을 '라사 빌라(Lhasa Villa)'로 명명한 뒤 찰스 앨프리드 벨, 가와구치 에카이 등을 맞이하였고 1882년 신지학협회의 창설자인 헬레나 블라바츠키와 헨리 스틸 올콧과 교류를 갖기도 했다.
그 뒤 1902년 티베트어 풀이용 영어 사전을 편찬하는 작업을 맡았으며, 1917년 세상을 떠났다.